# 迪克斯維爾 (新罕布什爾州)
迪克斯維爾（英語：Dixville）是位於美國新罕布什爾州庫斯縣的一個行政鎮區。

## 地方資料
迪克斯維爾的面積為126.90平方千米，當中陸地面積為126.44平方千米，而水域面積為0.46平方千米。根據2020年美國人口普查的數據，當地共有人口4人，而人口密度為每平方千米0.03人。